# Сборная СССР по хоккею с мячом
Сбо́рная СССР по хокке́ю с мячо́м — представляла Советский Союз на международных соревнованиях по хоккею с мячом до распада СССР в 1991 году. Самая титулованная национальная команда в мире в этой спортивной игре.
Первый чемпион мира по хоккею с мячом. За всю историю чемпионатов мира не опускалась ниже третьего места (худшее достижение в 1987 году). Удерживала звание чемпионов мира с 1957 по 1979 год (11 чемпионатов подряд).

## Награды сборной СССР
Чемпионат мира
- золото: 14 (1957, 1961, 1963, 1965, 1967, 1969, 1971, 1973, 1975, 1977, 1979, 1985, 1989, 1991)
- серебро: 2 (1981, 1983)
- бронза: 1 (1987)

## Лучшие бомбардиры
| Имя Фамилия        | Голы за сборную |
| ------------------ | --------------- |
| Сергей Ломанов-ст. | 183             |
| Александр Цыганов  | 92              |
| Валерий Бочков     | 63              |
| Виталий Ануфриенко | 59              |
| Юрий Лизавин       | 57              |

## Главные тренеры
| Главный тренер      | Годы работы |
| ------------------- | ----------- |
| Всеволод Виноградов | 1954—1960   |
| Иван Балдин         | 1961—1964   |
| Василий Трофимов    | 1965—1982   |
| Вячеслав Соловьёв   | 1983—1988   |
| Владимир Янко       | 1989—1991   |
| Евгений Манкос      | 1991        |